# Merenberg
Merenberg ist eine Gemeinde im mittelhessischen Landkreis Limburg-Weilburg im Regierungsbezirk Gießen und liegt nordöstlich von Limburg an der Lahn und westlich von Gießen. Sie trägt seit dem 11. Februar 2003 die amtliche Zusatzbezeichnung Marktflecken.

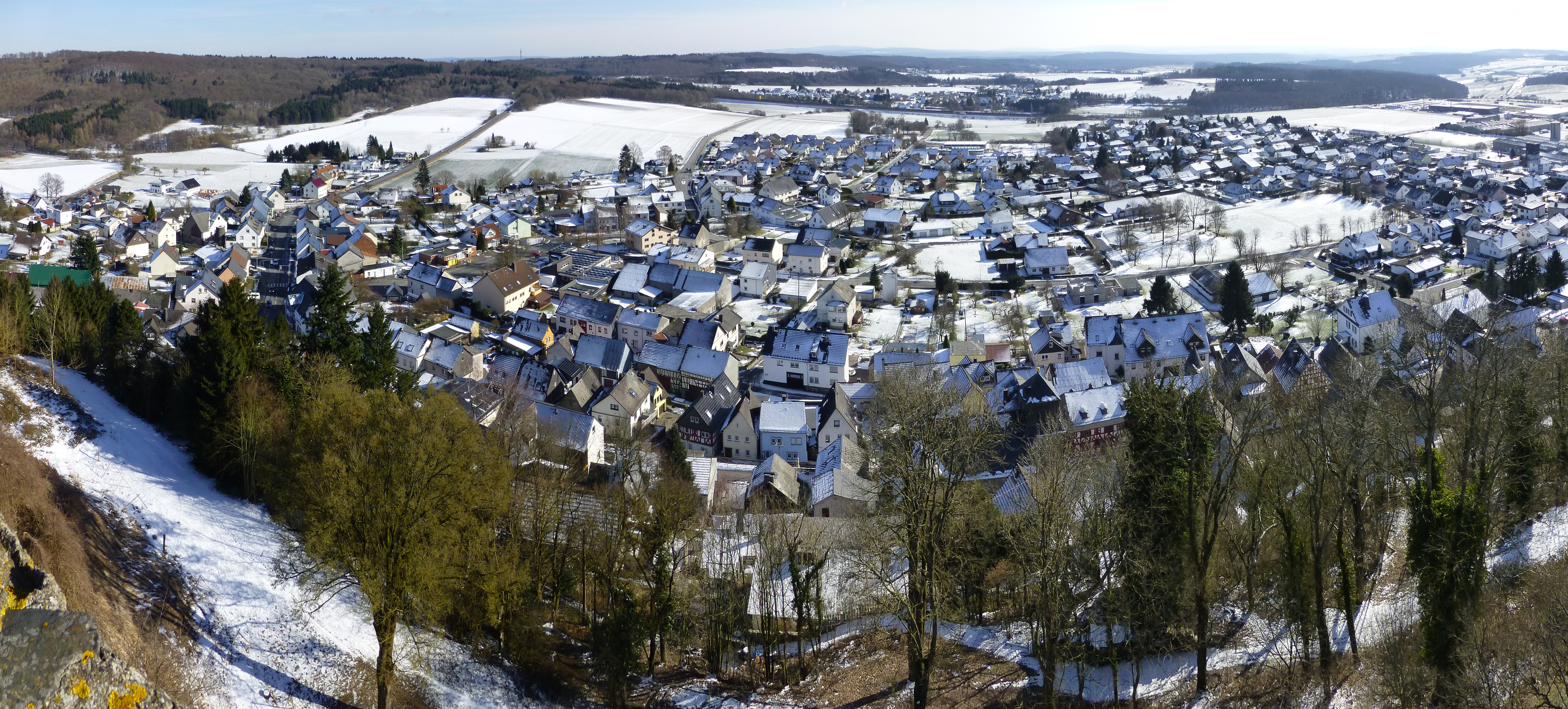
Blick auf Merenberg von der gleichnamigen Burg mit den Bergen des Taunus im Hintergrund

## Geographie
Merenberg liegt am Südrand des Westerwalds, etwa fünf Kilometer nordwestlich von Weilburg. Die Gemeinde grenzt im Norden an die Gemeinde Mengerskirchen, im Osten an die Gemeinde Löhnberg, im Süden an die Stadt Weilburg, im Südwesten an die Gemeinde Beselich und im Westen an die Gemeinde Waldbrunn (alle im Landkreis Limburg-Weilburg). Der höchste Punkt Merenbergs befindet sich mit 350 m über NN in der Boschstraße im dortigen Gewerbegebiet.
Merenberg besteht aus den fünf Ortsteilen Merenberg, Barig-Selbenhausen, Allendorf, Reichenborn und Rückershausen.

## Geschichte

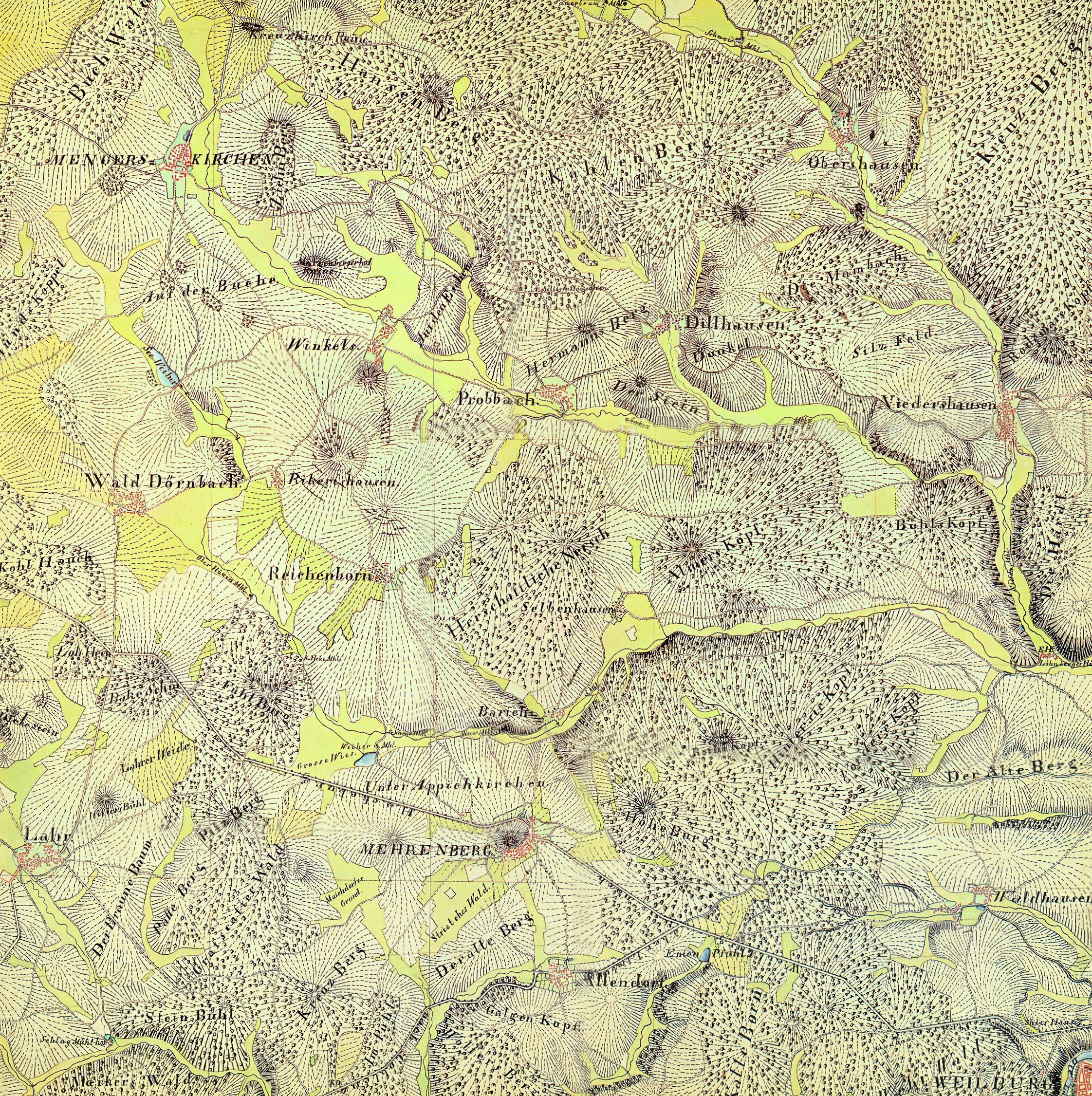
Die Karte der Topographische Aufnahme der Rheinlande, auf der Merenberg und seine Ortsteile verzeichnet sind

### Ortsgeschichte
Auf dem Almerskopf und auf der Höhburg finden sich Ringwallanlagen aus der La-Tène-Zeit. Das Waldgebiet, eingegrenzt von Vöhler Bach im Norden, Löhnberg im Osten, der Bundesstraße 49 und Allendorf im Süden sowie Merenberg im Westen und gekennzeichnet von den Resten der Ringwallanlage Höhburg, der Wallanlage Roter Kopf und der Wallanlage Hinterster Kopf Richtung Löhnberg war ein größeres eisenzeitliches bis keltisches Siedlungsgebiet. Neben den Wallresten finden sich noch viele Abschnittswälle und Podien der Besiedlung und Landwirtschaft dieser vorgeschichtlichen Kulturen.
In Merenberg steht die Stammburg des Hauses Merenberg, einer Adelsfamilie des 12. bis 14. Jahrhunderts. Im Zusammenhang mit dieser Familie wurde der Ort erstmals im Jahr 1129 urkundlich erwähnt. 1290 erhielt Merenberg das Stadtrecht und das Wochenmarktrecht von König Rudolf I., woraufhin eine Stadtmauer errichtet wurde. Im Jahr 1328 starb das Haus Merenberg in der männlichen Linie aus, und das Lehen über Burg und Herrlichkeit Merenberg ging durch Heirat der Erbtochter an das Haus Nassau über. Am 31. Juli 1564 erhielt Albrecht von Nassau-Weilburg von Kaiser Maximilian II. das Recht auf zwei Jahrmärkte in Merenberg. Ein Jakobimarkt im Zusammenhang mit dem Kirchweihfest ist allerdings bereits für 1499 nachgewiesen. Dieser bestand bis 1770 und dürfte neben den beiden kaiserlich privilegierten der dritte Jahrmarkt im Ort gewesen sein.
Das Amt Merenberg bestand bis zum Ende des alten Reichs. Im Jahr 1634 wurde die Burg zerstört und bildet seitdem als Ruine das Wahrzeichen Merenbergs.
Am Anfang des 19. Jahrhunderts wurde Merenberg das Stadtrecht entzogen. Ende des 19. Jahrhunderts griff das Haus Nassau den 1328 ererbten Titel Herr von Merenberg wieder auf und verlieh der nicht standesgemäßen Gattin des Prinzen Nikolaus Wilhelm zu Nassau und den Nachfahren aus dieser Ehe den Titel Grafen von Merenberg.
Im Februar 1902 gründete sich die Freiwillige Feuerwehr Merenberg. Damit bildete sie mit weiteren bereits bestehenden Freiwilligen Feuerwehren den Löschbezirk Oberlahn im Feuerwehr-Verband für den Regierungsbezirk Wiesbaden, innerhalb dessen sie am 3. September 1906 bei der Bezirksversammlung in Obertiefenbach in einer Stärke von 43 Mitgliedern antrat.
Hessische Gebietsreform (1970–1977)
Im Zuge der Gebietsreform in Hessen fusionierten zum 31. Dezember 1970 die dahin selbstständigen Gemeinden des ehemaligen Oberlahnkreises Allendorf, Barig-Selbenhausen, Merenberg, Reichenborn und Rückershausen auf freiwilliger Basis zur neuen Großgemeinde Merenberg. Die diesbezügliche offizielle Urkunde des Landes Hessen übergab Landrat Alfred Schneider im „Roten Salon“ des Hotels „Lord“ in Weilburg. Für alle ehemals eigenständigen Gemeinden von Merenberg wurden Ortsbezirke mit Ortsbeirat und Ortsvorsteher nach der Hessischen Gemeindeordnung gebildet.

### Verwaltungsgeschichte im Überblick
Die folgende Liste zeigt die Staaten und Verwaltungseinheiten, denen Merenberg angehört(e):
- vor 1806: Heiliges Römisches Reich, Grafschaft/Fürstentum Nassau-Weilburg, Amt Merenberg
- ab 1806: Herzogtum Nassau, Amt Weilburg
- ab 1849: Herzogtum Nassau, Kreisamt Hadamar[Anm. 1]
- ab 1854: Herzogtum Nassau, Amt Weilburg
- ab 1867: Königreich Preußen, Provinz Hessen-Nassau, Regierungsbezirk Wiesbaden, Oberlahnkreis[Anm. 2]
- ab 1871: Deutsches Reich, Königreich Preußen, Provinz Hessen-Nassau, Regierungsbezirk Wiesbaden, Oberlahnkreis
- ab 1918: Deutsches Reich, Freistaat Preußen, Provinz Hessen-Nassau, Regierungsbezirk Wiesbaden, Oberlahnkreis
- ab 1944: Deutsches Reich, Freistaat Preußen, Provinz Nassau, Oberlahnkreis
- ab 1945: Deutsches Reich, Amerikanische Besatzungszone, Groß-Hessen, Regierungsbezirk Wiesbaden, Oberlahnkreis
- ab 1946: Deutsches Reich, Amerikanische Besatzungszone, Hessen, Regierungsbezirk Wiesbaden, Oberlahnkreis
- ab 1949: Bundesrepublik Deutschland, Hessen, Regierungsbezirk Wiesbaden, Oberlahnkreis
- ab 1968: Bundesrepublik Deutschland, Hessen, Regierungsbezirk Darmstadt, Oberlahnkreis
- ab 1974: Bundesrepublik Deutschland, Hessen, Regierungsbezirk Darmstadt, Landkreis Limburg-Weilburg
- ab 1981: Bundesrepublik Deutschland, Hessen, Regierungsbezirk Gießen, Landkreis Limburg-Weilburg

## Bevölkerung

### Einwohnerstruktur 2011
Nach den Erhebungen des Zensus 2011 lebten am Stichtag dem 9. Mai 2011 in Merenberg 3319 Einwohner. Nach dem Lebensalter waren 594 Einwohner unter 18 Jahren, 1443 zwischen 18 und 49, 709 zwischen 50 und 64 und 573 Einwohner waren älter. Unter den Einwohnern waren 150 (4,5 %) Ausländer, von denen 72 aus dem EU-Ausland, 70 aus anderen europäischen Ländern und 8 aus anderen Staaten kamen. (Bis zum Jahr 2020 erhöhte sich die Ausländerquote auf 7,4 %.) Die Einwohner lebten in 1320 Haushalten. Davon waren 318 Singlehaushalte, 398 Paare ohne Kinder und 489 Paare mit Kindern, sowie 96 Alleinerziehende und 18 Wohngemeinschaften. In 234 Haushalten lebten ausschließlich Senioren und in 903 Haushaltungen lebten keine Senioren.

### Einwohnerentwicklung
| Merenberg: Einwohnerzahlen von 1834 bis 2020 | Merenberg: Einwohnerzahlen von 1834 bis 2020 | Merenberg: Einwohnerzahlen von 1834 bis 2020 | Merenberg: Einwohnerzahlen von 1834 bis 2020 | Merenberg: Einwohnerzahlen von 1834 bis 2020 |
| --- | -------------------------------------------- | -------------------------------------------- | -------------------------------------------- | -------------------------------------------- |
| Jahr |                                              |                                              |                                              | Einwohner                                    |
| 1834 | 1834                                         |                                              | 656                                          | 656                                          |
| 1840 | 1840                                         |                                              | 669                                          | 669                                          |
| 1846 | 1846                                         |                                              | 729                                          | 729                                          |
| 1852 | 1852                                         |                                              | 721                                          | 721                                          |
| 1858 | 1858                                         |                                              | 677                                          | 677                                          |
| 1864 | 1864                                         |                                              | 710                                          | 710                                          |
| 1871 | 1871                                         |                                              | 693                                          | 693                                          |
| 1875 | 1875                                         |                                              | 680                                          | 680                                          |
| 1885 | 1885                                         |                                              | 676                                          | 676                                          |
| 1895 | 1895                                         |                                              | 680                                          | 680                                          |
| 1905 | 1905                                         |                                              | 671                                          | 671                                          |
| 1910 | 1910                                         |                                              | 635                                          | 635                                          |
| 1925 | 1925                                         |                                              | 714                                          | 714                                          |
| 1939 | 1939                                         |                                              | 614                                          | 614                                          |
| 1946 | 1946                                         |                                              | 884                                          | 884                                          |
| 1950 | 1950                                         |                                              | 895                                          | 895                                          |
| 1956 | 1956                                         |                                              | 803                                          | 803                                          |
| 1961 | 1961                                         |                                              | 807                                          | 807                                          |
| 1967 | 1967                                         |                                              | 923                                          | 923                                          |
| 1970 | 1970                                         |                                              | 2.320                                        | 2.320                                        |
| 1972 | 1972                                         |                                              | 2.373                                        | 2.373                                        |
| 1975 | 1975                                         |                                              | 2.294                                        | 2.294                                        |
| 1980 | 1980                                         |                                              | 2.495                                        | 2.495                                        |
| 1985 | 1985                                         |                                              | 2.638                                        | 2.638                                        |
| 1990 | 1990                                         |                                              | 2.969                                        | 2.969                                        |
| 1995 | 1995                                         |                                              | 3.249                                        | 3.249                                        |
| 2000 | 2000                                         |                                              | 3.523                                        | 3.523                                        |
| 2005 | 2005                                         |                                              | 3.454                                        | 3.454                                        |
| 2010 | 2010                                         |                                              | 3.301                                        | 3.301                                        |
| 2011 | 2011                                         |                                              | 3.319                                        | 3.319                                        |
| 2015 | 2015                                         |                                              | 3.189                                        | 3.189                                        |
| 2020 | 2020                                         |                                              | 3.198                                        | 3.198                                        |
| Datenquelle: Historisches Gemeindeverzeichnis für Hessen: Die Bevölkerung der Gemeinden 1834 bis 1967. Wiesbaden: Hessisches Statistisches Landesamt, 1968. Weitere Quellen: LAGIS; 1972:; Hessisches Statistisches Informationssystem; Zensus 2011 Ab 1970 einschließlich der im Zuge der Gebietsreform in Hessen eingegliederten Orte. |                                              |                                              |                                              |                                              |

### Religionszugehörigkeit
| • 1885: | 637 evangelische (= 94,23 %), 24 katholischer (= 3,55 %) und 15 jüdische (= 2,22 %) Einwohner |
| • 1961: | 673 evangelische (= 83,40 %), 117 katholische (= 14,50 %) Einwohner                           |
| • 1987: | 1951 evangelische (= 75,8 %), 434 katholische (= 16,8 %), 190 sonstige (= 7,4 %) Einwohner    |
| • 2011: | 1975 evangelische (= 59,5 %), 623 katholische (= 18,8 %), 721 sonstige (= 21,7 %) Einwohner   |

## Politik

### Gemeindevertretung
Die Kommunalwahl am 14. März 2021 lieferte folgendes Ergebnis, in Vergleich gesetzt zu früheren Kommunalwahlen:
| Sitzverteilung in der Gemeindevertretung 2021Insgesamt 23 Sitze - SPD: 13 - Grüne: 4 - CDU: 6 | Parteien und Wählergemeinschaften | Parteien und Wählergemeinschaften              | 2021  | 2021  | 2016  | 2016  | 2011  | 2011  | 2006  | 2006  | 2001  | 2001  |
| Sitzverteilung in der Gemeindevertretung 2021Insgesamt 23 Sitze - SPD: 13 - Grüne: 4 - CDU: 6 | Parteien und Wählergemeinschaften | Parteien und Wählergemeinschaften              | %     | Sitze | %     | Sitze | %     | Sitze | %     | Sitze | %     | Sitze |
| Sitzverteilung in der Gemeindevertretung 2021Insgesamt 23 Sitze - SPD: 13 - Grüne: 4 - CDU: 6 | SPD                               | Sozialdemokratische Partei Deutschlands        | 57,6  | 13    | 48,8  | 11    | 47,5  | 11    | 39,7  | 9     | 43,3  | 10    |
| Sitzverteilung in der Gemeindevertretung 2021Insgesamt 23 Sitze - SPD: 13 - Grüne: 4 - CDU: 6 | CDU                               | Christlich Demokratische Union Deutschlands    | 26,4  | 6     | 37,5  | 9     | 34,4  | 8     | 39,7  | 9     | 36,0  | 8     |
| Sitzverteilung in der Gemeindevertretung 2021Insgesamt 23 Sitze - SPD: 13 - Grüne: 4 - CDU: 6 | Grüne                             | Bündnis 90/Die Grünen                          | 16,0  | 4     | 13,7  | 3     | 9,1   | 2     | 6,0   | 2     | 3,3   | 1     |
| Sitzverteilung in der Gemeindevertretung 2021Insgesamt 23 Sitze - SPD: 13 - Grüne: 4 - CDU: 6 | BM/FWG                            | Bürgerliste/Freie Wählergemeinschaft Merenberg | —     | —     | —     | —     | 9,0   | 2     | 14,6  | 3     | 17,3  | 4     |
| Sitzverteilung in der Gemeindevertretung 2021Insgesamt 23 Sitze - SPD: 13 - Grüne: 4 - CDU: 6 | Gesamt                            | Gesamt                                         | 100,0 | 23    | 100,0 | 23    | 100,0 | 23    | 100,0 | 23    | 100,0 | 23    |
| Sitzverteilung in der Gemeindevertretung 2021Insgesamt 23 Sitze - SPD: 13 - Grüne: 4 - CDU: 6 | Wahlbeteiligung in %              | Wahlbeteiligung in %                           | 51,4  | 51,4  | 51,3  | 51,3  | 48,8  | 48,8  | 54,7  | 54,7  | 57,3  | 57,3  |

### Bürgermeister
Nach der hessischen Kommunalverfassung wird der Bürgermeister für eine sechsjährige Amtszeit gewählt, seit dem Jahr 1993 in einer Direktwahl, und ist Vorsitzender des Gemeindevorstands, dem in dem Marktflecken Merenberg neben dem Bürgermeister ehrenamtlich ein Erster Beigeordneter und fünf weitere Beigeordnete angehören. Bürgermeister ist seit dem 11. Mai 2016 Oliver Jung (SPD). Er wurde als Nachfolger von Reiner Kuhl, der nach zwei Amtszeiten nicht mehr zur Wahl angetreten war, am 15. November 2015 im ersten Wahlgang bei 58,1 Prozent Wahlbeteiligung mit 52,7 Prozent der Stimmen gewählt. Es folgte eine Wiederwahl im September 2021 ohne Gegenkandidaten.
Amtszeiten der Bürgermeister
- 2016–2028 Oliver Jung (SPD)
- 2004–2016 Reiner Kuhl[21]
- 1992–2004 Gerald Born (SPD)
- 1971–1992 Erich Meuser (SPD)

### Wappen
| Wappen der Gemeinde Merenberg | Blasonierung: „In Grün ein goldener Schragen, in jedem Winkel von drei goldenen Kreuzchen begleitet.“ |
| Wappen der Gemeinde Merenberg | Wappenbegründung: Im September 1950 wurde der Gemeinde Merenberg durch das Hessische Staatsministerium das Recht zur Führung eines Wappens verliehen. Das Wappen wurde am 5. Juli 1973 durch das Hessische Innenministerium genehmigt. Die Gemeinde führt das Wappen der Herren von Merenberg, das auch im Wappen des ehemaligen Oberlahnkreises (Sitz: Weilburg) beinhaltet war. |

## Bauwerke

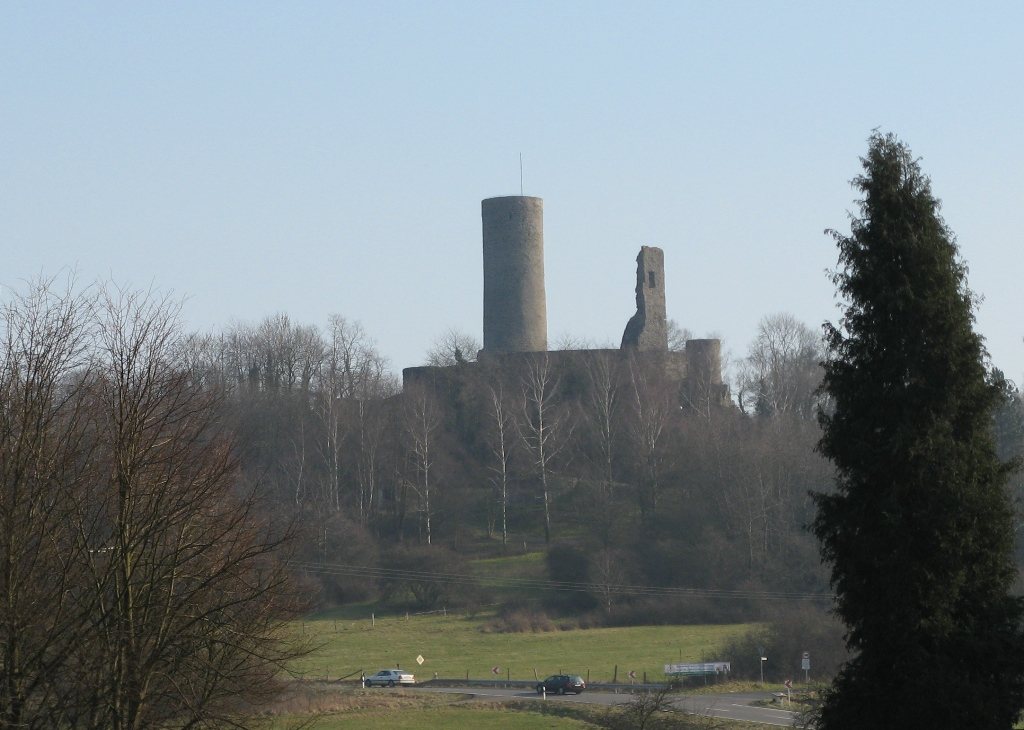
Burgruine Merenberg
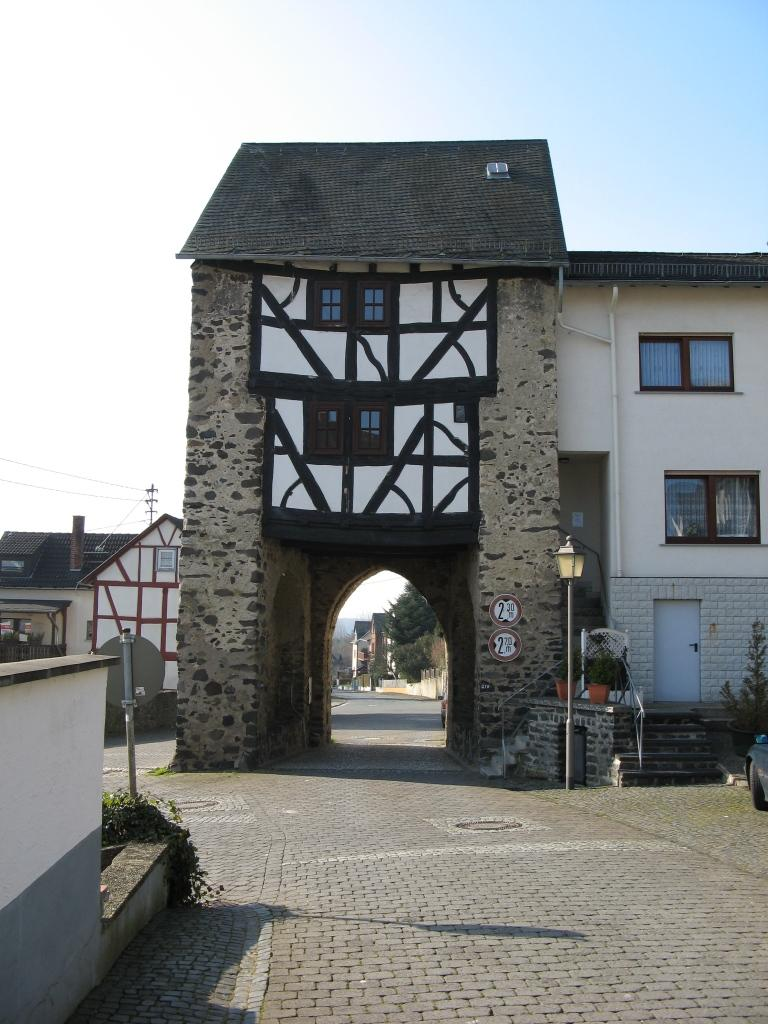
Westlicher Torturm
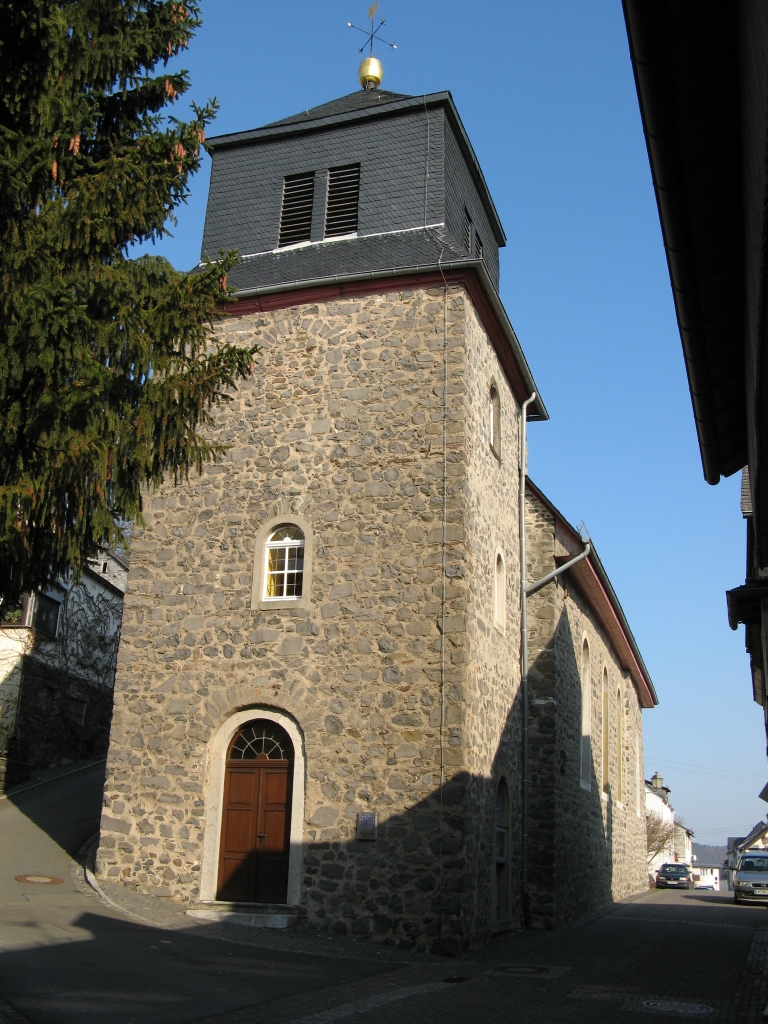
Evangelische St.-Antonius-Kirche
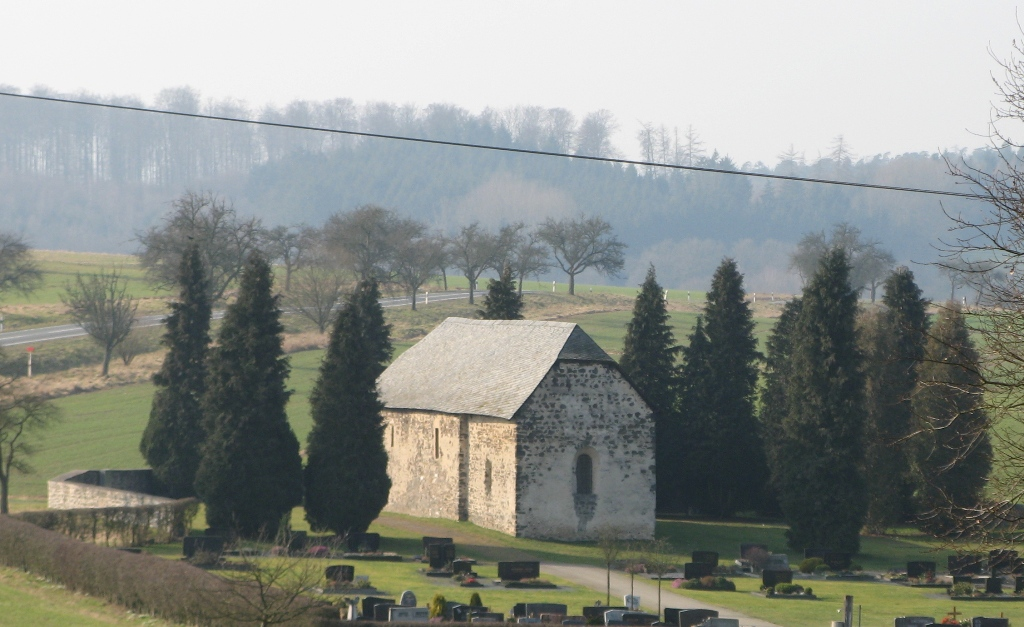
Historische Appenkirche am heutigen Friedhof
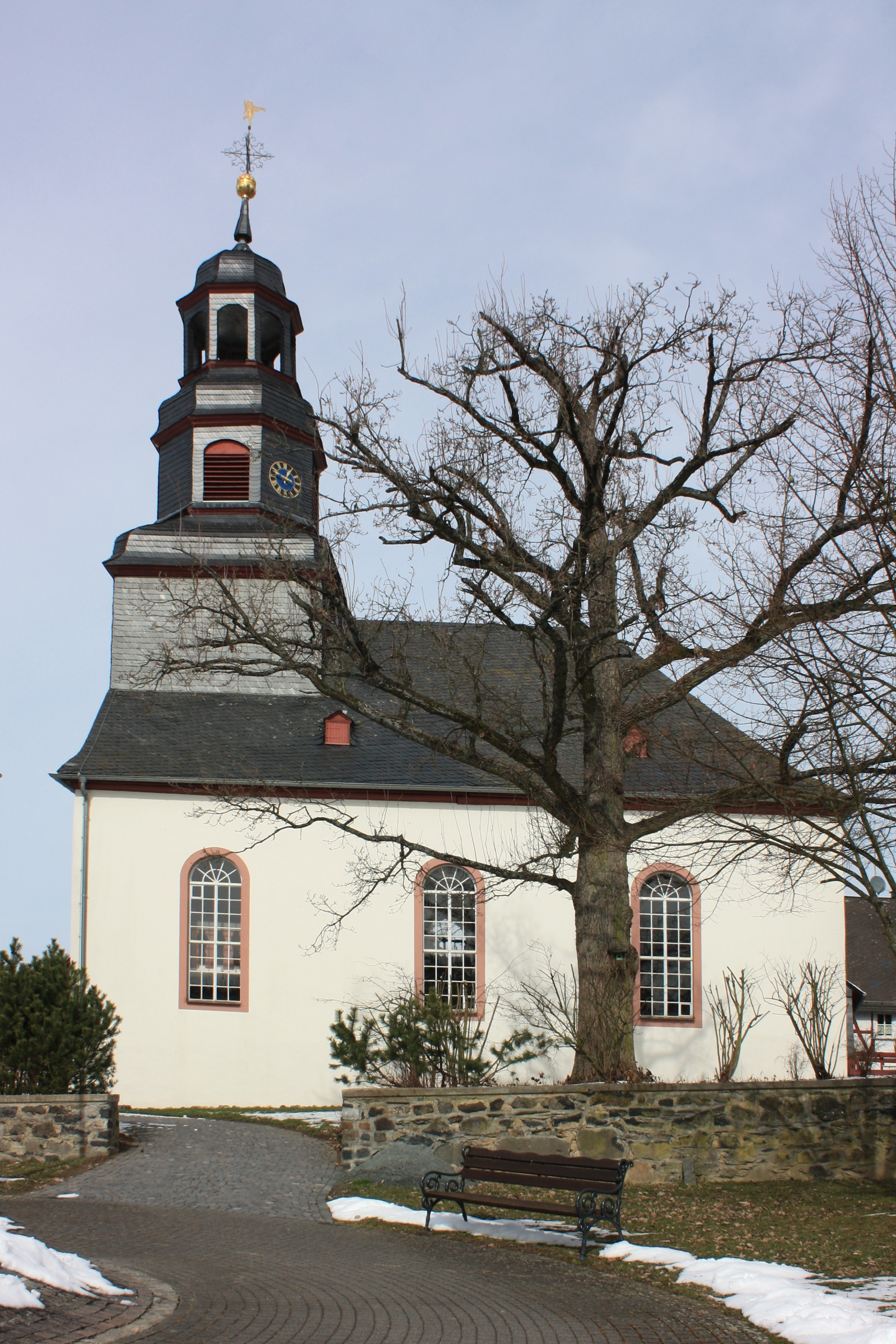
Evangelische Kirche in Allendorf

## Wirtschaft und Infrastruktur
Neben dem ortsüblichen Handel und Handwerk gibt es einige mittelständische Industriebetriebe am Ort. Hauptsächliche Branchen sind Maschinen- und Anlagenbau, Metall- und Kunststoffverarbeitung und Automatisierungstechnik. Das bekannteste Unternehmen aus Merenberg ist das Plattenlabel ZYX Music.

### Einrichtungen
- Kindertagesstätte Villa Kunterbunt Merenberg
- Kindergarten Tigerente Barig-Selbenhausen
- Freiwillige Feuerwehr Merenberg, gegr. 1902 (einschl. Jugendfeuerwehr seit 7. Juli 1990)
- Freiwillige Feuerwehr Allendorf, gegr. 1926 (einschl. Jugendfeuerwehr seit 7. Juli 1990)
- Freiwillige Feuerwehr Barig-Selbenhausen, gegr. 1925 (einschl. Jugendfeuerwehr seit 7. Juli 1990)
- Freiwillige Feuerwehr Reichenborn, gegr. 1925 (einschl. Jugendfeuerwehr seit 7. Juli 1990)
- Freiwillige Feuerwehr Rückershausen, gegr. 1934 (einschl. Jugendfeuerwehr seit 7. Juli 1990)
- Seit 14. April 2007 wird für den Marktflecken eine Kinderfeuerwehr geführt.

### Bildung
In Merenberg besteht mit der Albert-Wagner-Schule eine Grund- und Hauptschule. Sie wurde im Jahr 1958 als erste hessische Mittelpunktschule eingeweiht. Die Schule wurde nach dem Verwaltungsbeamten und Politiker Albert Wagner benannt.
Merenberg gehört zum Einzugsbereich der Haupt- und Realschule Westerwaldschule in Mengerskirchen‐Waldernbach. Weiterhin besuchen Schüler weiterführende Schulen in der Stadt Weilburg.

### Verkehr
Die Gemeinde liegt an der Bundesstraße 49, die derzeit (Januar 2024) zwischen Löhnberg und Wetzlar vierspurig ausgebaut wird. Damit ist Merenberg an das Fernstraßennetz angeschlossen.

## Söhne und Töchter der Gemeinde
- Antonius Jacobus Henckel, (* 27. Oktober 1668 in Merenberg; † 12. August 1728 in Springfield),[26] Theologe und nach seiner Auswanderung in die Vereinigten Staaten Reformator der lutherischen Kirche in Pennsylvania.
- Wilhelm Dörr, (* 9. Februar 1921 in Merenberg; † 13. Dezember 1945 (hingerichtet) in Hameln). SS-Oberscharführer, stellvertretender Lagerführer im KZ-Außenlager Kleinbodungen